# Воронько, Роман Евгеньевич
Роман Евгеньевич Воронько (укр. Роман Воронько; род. 1 апреля 1978) — украинский легкоатлет, специалист по бегу на короткие дистанции и барьерному бегу. Выступал за сборную Украины по лёгкой атлетике в конце 1990-х годов, победитель и призёр первенств национального значения, бывший рекордсмен страны в эстафете 4 × 400 метров, участник летних Олимпийских игр в Сиднее.

## Биография
Роман Воронько родился 1 апреля 1978 года.
Выступал в составе украинской национальной сборной начиная с 1997 года, в частности в этом сезоне отметился выступлением на турнире в Любляне.
В августе 1998 года одержал победу на чемпионате Украины в Киеве в беге на 400 метров с барьерами.
В сентябре 1999 года выиграл чемпионат Украины в Киеве в беге на 400 метров и эстафете 4 × 400 метров с командой Днепропетровской области. Будучи студентом, представлял Украину на Универсиаде в Пальме — на предварительном квалификационном этапе 400-метрового барьерного бега показал результат 51,07 и в финал не вышел.
Сезон 2000 года оказался одним из самых успешных в его спортивной карьере: в феврале на соревнованиях во Львове Воронько установил свой личный рекорд в беге на 400 метров в помещении (49,08), тогда как в августе на турнире в Киеве установил личные рекорды в беге на 400 метров на открытом стадионе (46,79) и в беге на 400 метров с барьерами (50,18). Благодаря череде удачных выступлений удостоился права защищать честь страны на летних Олимпийских играх в Сиднее — в программе эстафеты 4 × 400 метров вместе с соотечественниками Александром Кайдашом, Геннадием Горбенко и Евгением Зюковым в полуфинале установил национальный рекорд Украины 3:02,68, но этого результата оказалось недостаточно для выхода в финал.
Впоследствии Роман Воронько оставался действующим спортсменом вплоть до 2007 года, хотя сколько-нибудь значимых результатов на международной арене больше не показывал.